# Sistema economico del socialismo
Il sistema economico del socialismo rappresentò una politica economica implementata nella Repubblica Democratica Tedesca tra il 1968 e il 1970 dal Segretario generale del Partito Socialista Unificato di Germania (SED) Walter Ulbricht. La manovra si concentrava sui settori dell'alta tecnologia per cercare di rendere possibile la crescita dell'autosufficienza. Inoltre, la pianificazione centrale venne reintrodotta nelle suddette aree, come nell'industria elettronica, chimica e plastica. Furono creati dei kombinate industriali per integrare verticalmente le industrie coinvolte nella produzione di prodotti finali importanti. I sussidi per i prezzi furono reintrodotti per accelerare la crescita nei settori favoriti.
Il piano annuale per il 1968 aumentò del 2,6 % le quote di produzione nelle aree determinati rispetto a quelle dei settori rimanenti per ottenere una crescita industriale nelle aree prescelte. Lo stato fissò inoltre degli obbiettivi per il 1960-1970 ancora più alti per i settori dell'alta tecnologia. Il fallimento della politica portò alla sua interruzione nel 1970.

## Contesto
Per pacificare i critici e dimostrare che il Nuovo sistema economico (NÖS) era compatibile con il socialismo, nell'aprile del 1967 Ulbricht rinominò le sue riforme politiche nel "Sistema economico del socialismo" durante il VII Congresso del SED. Dal 1968 fu reintrodotto un maggior controllo dello stato sull'economia per raggiungere la crescita accelerata nei settori scelti. Fu concepito un nuovo piano centrale per dare priorità e uno sviluppo diretto a questi progetti, mentre il resto dell'economia avrebbe continuato a funzionare sotto il NÖS.

## Il "grande balzo" della Germania Est
Dato che la RDT non era in grado di competere con l'ovest, l'idea fu quella di fare dei grandi investimenti per raggiungere un "balzo" nelle industrie più moderne e quindi raccogliere profitti dall'esportazione di prodotti che sarebbero stati di una generazione avanti rispetto a quelli dell'ovest. All'epoca, l'Unione Sovietica stava facendo dei progressi tecnologici nella corsa allo spazio più velocemente rispetto agli Stati Uniti, aumentando così l'ottimismo socialista.
Il sempre più tecnocratico Ulbricht vide la rivoluzione scientifico-tecnologica come la via più veloce per il progresso della RDT.
Il Sistema economico fu introdotto con lo slogan "superare senza raggiungere" (überholen ohne einzuholen). Ulbricht, invece di provare a far crescere l'economia nella sua interezza, concentrò tutti gli investimenti e sforzi dello stato su alcune industrie a rapida crescita che avrebbero dovuto dare i profitti più grandi. In queste aziende selezionate, la RDT ripose le proprie speranze di "superare" la Germania Ovest senza che l'intera economia "raggiungesse" quella occidentale.
La prima lista dei progetti importanti fu creata dal Consiglio dei ministri nel giugno 1967. Le aree principali dello sviluppo riguardavano la chimica (petrolchimica e fibre artificiali), l'ingegneria (macchine utensili e costruzione di impianti), elettronica, elaboratori dati e tecnologie per l'automazione.

### Aumento del debito pubblico
Poiché la RDT aveva una carenza di proprie risorse, chiese un maggiore sostegno dall'Unione sovietica ed iniziò a chiedere prestiti dall'occidente. Ulbricht descrisse l'idea così:

### Problematiche create dal Sistema
La concertazione della maggior parte degli investimenti in alcuni settori portò a delle carenze in altri. Tra il 1969 e il 1970, le carenze di beni di consumo e i problemi del settore industriale aumentarono l'insoddisfazione del popolo, dei dirigenti delle fabbriche e degli ufficiali di partito. Anche i sostenitori del NÖS del Sistema economico socialista furono insoddisfatti per il modo in cui i loro piani erano stati implementati.
Durante il mese di dicembre del 1970 si verificarono scioperi e tensioni nella vicina Polonia che furono soppressi con l'intervento militare. Agli occhi dei sovietici e dei conservatori della RDT, tale situazione avrebbe potuto rappresentare ciò che avrebbe rischiato la Germania Est se Ulbricht avesse continuato con i suoi programmi.

## Declino di Ulbricht
I costanti cambiamenti alle politiche economiche furono percepite come una minaccia al socialismo, al regime del SED, alla classe operaia del paese e alienarono l'Unione Sovietica di Brežnev. La primavera di Praga del 1968 mostrò anche i rischi di qualunque liberalizzazione.
Il 18 aprile 1969, Alfred Neumann, un membro del Politburo, scrisse a Ulbricht:
Nel 1970, le critiche interne del partito e del Politburo riguardo al Sistema aumentarono e, al XIV Plenum del SED di dicembre, la politica di Ulbricht fu aspramente criticata da coloro che si opponevano al Sistema per ragioni politiche e da coloro che erano contrari per i danni causati all'economia. I suoi principali oppositori furono Erich Honecker, Willi Stoph e lo stesso Alfred Neumann.
Nel maggio del 1970, Ulbricht fu sollevato dal suo incarico e ottenne il ruolo puramente cerimoniale di Presidente del Consiglio di Stato fino alla morte nel 1973.
Nel 1971, Honecker, divenuto Segretario generale del SED mise in atto un nuovo programma, chiamato "politica dell'unità economica e sociale", per realizzare uno stato socialista della classe operaia dove l'economia sarebbe stata posta al servizio degli obiettivi politici. Il fine della RDT non fu più quello di essere migliore dei capitalisti ma quello di creare un diverso sistema politico, obiettivo promosso dagli emendamenti del 1974 alla Costituzione della Repubblica Democratica Tedesca.